# Saab Safari
Saab MFI-15 Safari, còn gọi là Saab MFI-17 Supporter, là một loại máy bay huấn luyện cơ bản.

## Biến thể
- MFI-15 Safari
- MFI-17 Supporter
- Saab Safari TS
- MFI-17 Mushshak
- PAC Super Mushshak

## Quốc gia sử dụng

### MFI-17 Supporter
Đan Mạch

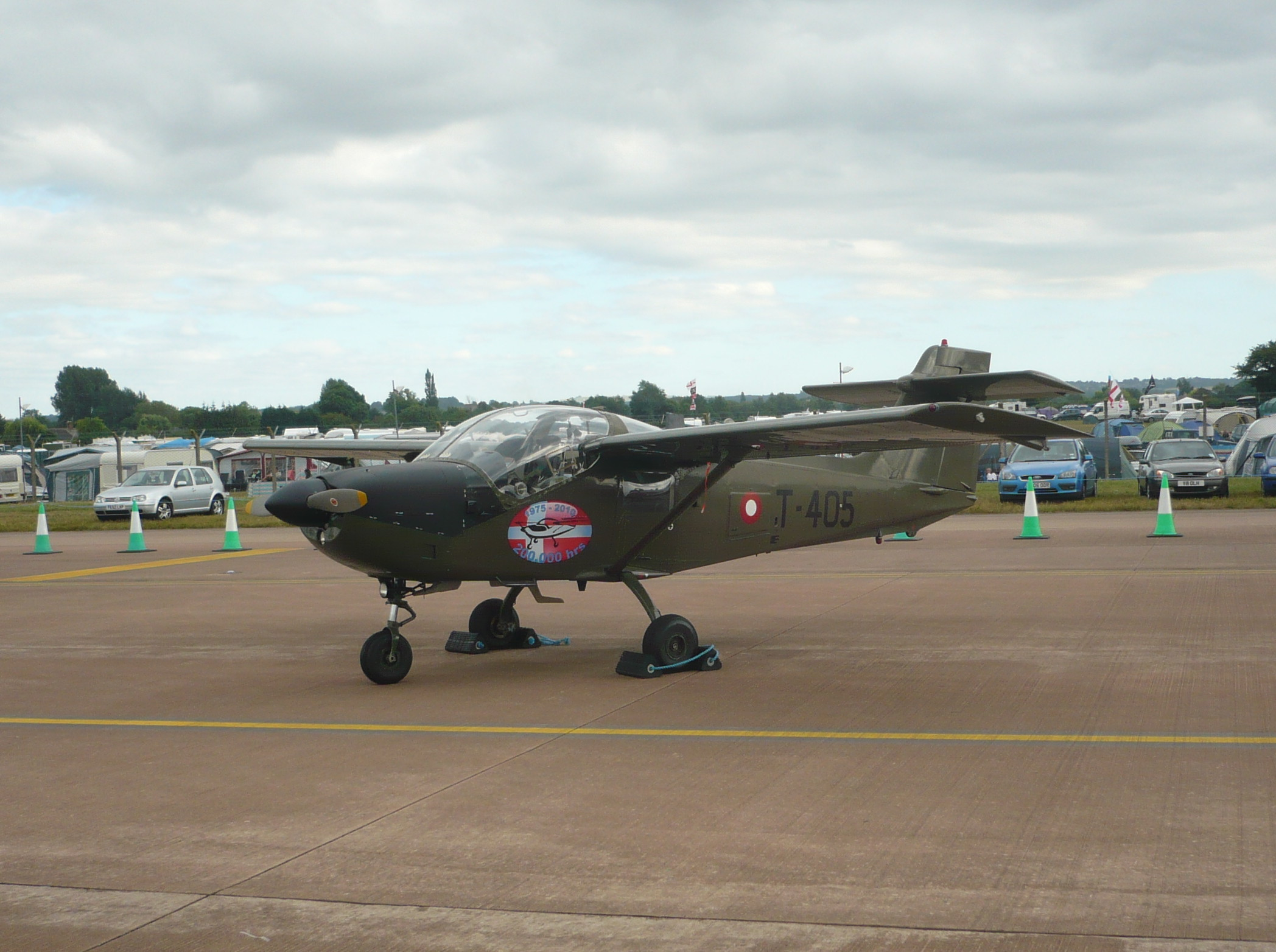
T-17 của Không quân Hoàng gia Đan Mạch tại RIAT 2010.

- Không quân Hoàng gia Đan Mạch – 32

 Na Uy
- Không quân Hoàng gia Na Uy – 23

 Pakistan
- Không quân Pakistan – 28 chiếc do Saab chuyển giao, 92 chiếc lắp ráp tại Pakistan

## Quốc gia từng sử dụng
Sierra Leone
- Quân đội Sierra Leone – 2

 Zambia
- Không quân Zambia – 20

### MFI-17 Mushshak
Iran
- Không quân Cộng hòa Hồi giáo Iran – 25

 Oman
- Không quân Hoàng gia Oman – 8

 Pakistan
- Không quân Pakistan – 149

 Syria
- Không quân Syria – 6

## Tính năng kỹ chiến thuật (Safari)

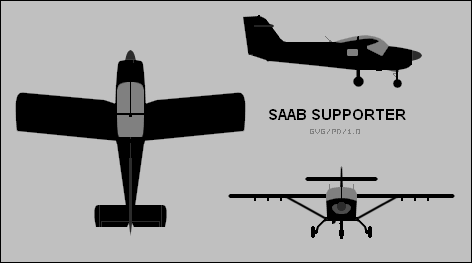
Saab Supporter

Dữ liệu lấy từ SAAB Trainers: Safir, SAAB 105, & Supporter
Đặc điểm tổng quát
- Kíp lái: 1
- Sức chứa: 1 hành khách
- Chiều dài: 7 m (23 ft)
- Sải cánh: 8,85 m (29 ft ½ in)
- Chiều cao: 2,60 m (8 ft 6½ in)
- Diện tích cánh: 11,90 m² (128,1 ft²)
- Trọng lượng rỗng: 690 kg (1.521 lb)
- Trọng lượng cất cánh tối đa: 1.200 kg (2.645 lb)
- Động cơ: 1 × Avco Lycoming IO-360-A1B6 kiểu động cơ piston, 200 hp (149 kW)

 Hiệu suất bay 
- Vận tốc cực đại: 196 kts (362 km/h)
- Vận tốc hành trình: 154 kts
- Vận tốc tắt ngưỡng: 55 kts ()
- Trần bay: 6.100 m (20.000 ft)